# 迪迪埃·索高拿
阿倫·迪迪埃·索高拿·迪爾加（法語：Alain Didier Zokora Deguy，1980年12月14日—），簡稱迪迪埃·索高拿（法語：Didier Zokora），出生在阿比讓，是一名科特迪瓦足球員，現已退役，並曾效力英超熱刺及西甲的西維爾，司職防守中場。索高拿在場上主要擔當著中路防守的角色。

## 球會生涯
早年
索高拿出身自科特迪瓦球會ASEC米莫薩的青訓系統。2000年，他轉投比利時球會KRC亨克。2004年夏天，他加盟了法國球會聖伊天。
熱刺
2006年夏天，索高拿在世界盃上表現出色，車路士、曼聯和阿仙奴都希望買入他。不過索高拿以希望這次轉會會使他爭取到更多上陣機會的理由來拒絕了這幾間球會，轉為以820萬英鎊加盟熱刺。
效力熱刺的3年間，他成為熱刺球迷的寵兒，甚至有球迷以他作為主題編寫歌曲。他在熱刺效力了3年並上陣了130場，卻未能取得入球。期间给人印象最深刻的情景莫過於他在2008年聯賽盃決賽80分鐘時糟糕的射门，先前他已經兩次错失进球良机，其中第二次射門高出門楣，而當時門將已经失去位置、处于地上。然而熱刺最終在加時階段憑籍莊拿芬·活基治的頭球擊敗車路士。翌年，他在溫布萊球場舉行的聯賽盃決賽對曼聯的賽事中上陣，雙方加時後0-0打和，熱刺最終在互射十二碼階段落敗。索高拿曾在歐洲足協盃對PSV燕豪芬的賽事中的互射十二碼階段射入点球。
西維爾
2009年夏天，他以900萬歐羅（折合800萬英鎊）轉投西維爾。2009年8月30日，他在西甲首輪客場對華倫西亞的賽事中處子亮相。

## 國際賽生涯

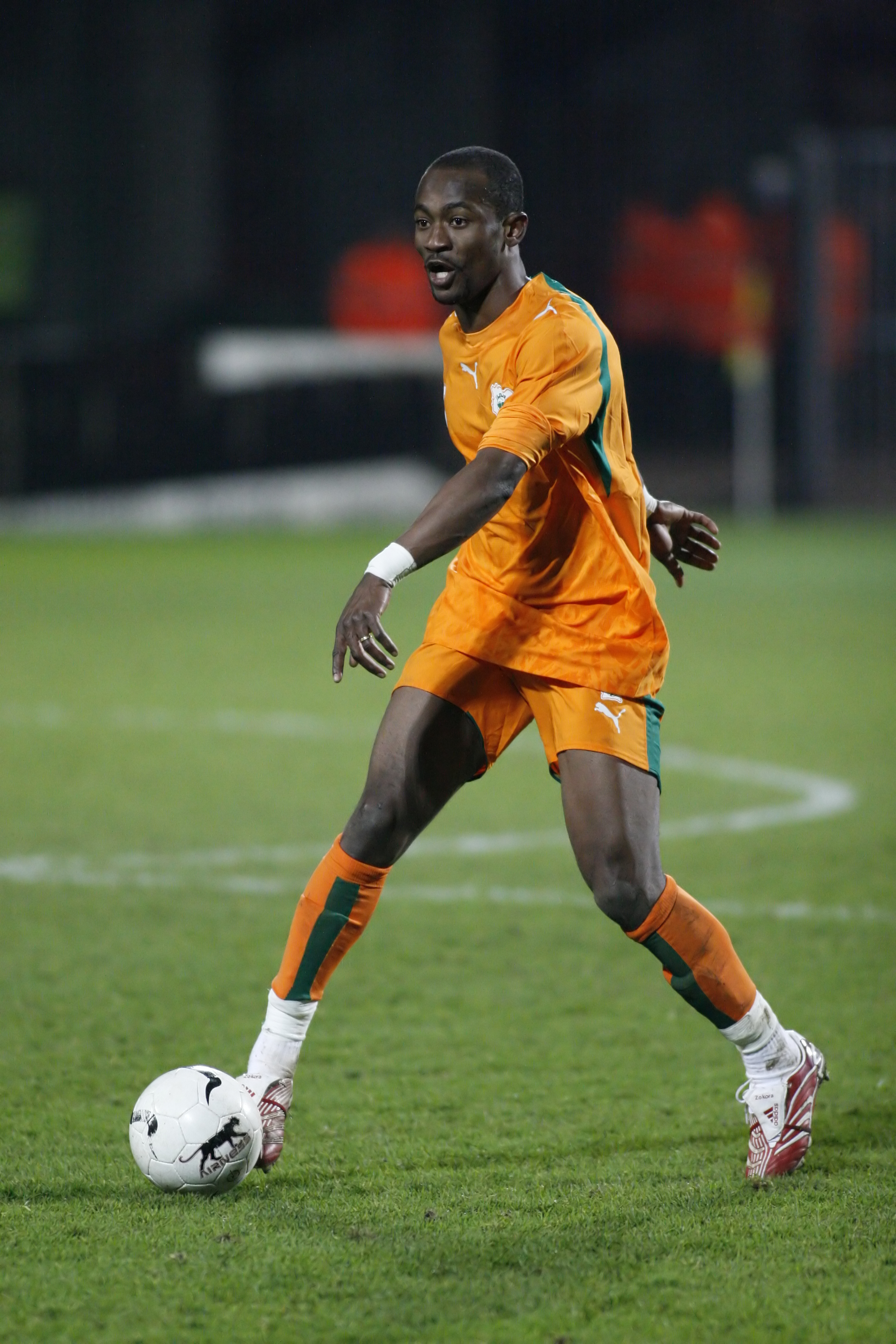
2007年，Zokora为科特迪瓦出场

Zokora为科特迪瓦出场了123场国际比赛，成为他们历史上出场次数最多的球员。 他在2008年6月22日对阵博茨瓦纳的比赛中打进了他在国际比赛中唯一的进球，帮助科特迪瓦在2010年世界杯预选赛中以4-0战胜对手，使科特迪瓦在小组赛中排名第一。
在国家队效力的12年间，Zokora帮助“象”队首次跻身FIFA世界杯决赛圈，分别是在2006年和2010年。 在这两次世界杯中，科特迪瓦都被分在了所谓的“死亡之组”，因此两次都在小组赛中勇敢地排名第三。 在2010年世界杯的比赛中，由于要加强防守以对抗实力强大的葡萄牙，Zokora被迫在一个新位置，中后卫位置上出场，结果帮助球队取得了0-0的平局。
在2012年加蓬和赤道几内亚举行的2012年非洲国家杯期间，Zokora表示如果科特迪瓦赢得冠军，他将从国家队退役。 事实上，Zokora在2012年2月28日国家队退役，不久之后，他的球队在2012年非洲国家杯决赛中以7-8的点球大战负于赞比亚，无缘冠军。
在2014年世界杯足球賽結束後，索高拿也宣布從國家隊退役，而他也代表科特迪瓦上陣了123場賽事，也是國家隊出賽場次最多的球員。
國際賽入球
| # | 日期          | 地點           | 對手 | 入球 | 結果 | 性質               |
| - | ------------- | -------------- | ---- | ---- | ---- | ------------------ |
| 1 | 2008年6月22日 | 科特迪瓦阿比讓 |      | 4-0  | 贏   | 2010年世界盃外圍賽 |

## 榮譽
KRC亨克
- 比甲冠軍：2001/02球季

熱刺
- 聯賽盃冠軍：2007/08球季
- 聯賽盃亞軍：2008/09球季

國家隊
- 非洲國家盃 亞军：2006年、2012年
- 非洲國家盃 殿軍：2008年

## 外部連結
- （英文）Official Tottenham Hotspur profile （页面存档备份，存于）

- （英文）迪迪埃·索高拿 – FIFA國際賽競賽紀錄 (存檔)
- （英文）足球数据库：迪迪埃·索高拿的球员统计数据
- （英文）Zokora interview at The Guardian （页面存档备份，存于）